# Flip de Kam
Cornelis Abraham (Flip) de Kam (Sassenheim, 30 oktober 1946) is honorair hoogleraar Economie van de publieke sector aan de Rijksuniversiteit Groningen en voormalig Tweede Kamerlid voor de PvdA. Hij heeft vele columns geschreven voor onder andere NRC Handelsblad en vele boeken gepubliceerd over de publieke sector, vaak samen met Frans Nypels.
De Kam was in 1977 kortstondig lid van de Tweede Kamer. Hij werd kamerlid als opvolger voor Max van der Stoel, die drie maanden na de verkiezingen zijn zetel opgaf om minister te kunnen blijven. Na de formatie van het kabinet-Van Agt I begin 1978 ging de PvdA in de oppositie en gaf De Kam zijn zetel weer op om een terugkeer voor Van der Stoel mogelijk te maken.

## Publicaties (selectie)
- Betalen is voor de dommen. Over de miljardenmazen in ons belastingstelsel (Bert Bakker, Amsterdam, 1979)
- Sociale zekerheid: twee toekomstbeelden (Mets & Schilt, Amsterdam, 2007)
- Wie betaalt de staat?: pleidooi voor een progressieve belastingpolitiek (Mets & Schilt, Amsterdam, 2007)
- Het polderwonder: een eeuw vooruitgang in honderd grafieken (Contact, Amsterdam, 2002)
- Nederland in de 20ste eeuw: honderd jaar economische en sociale geschiedenis in honderd grafieken (Euler Cobac, 's-Hertogenbosch, 2001)
- De zorg van Nederland: waarom de gezondheidszorg tekortschiet (Contact, Amsterdam, 2001)

- Bibsys: 4092448
- Bibliothèque nationale de France: cb14560262x (data)
- Gemeinsame Normdatei: 170280527
- International Standard Name Identifier: 0000 0001 0939 0971
- Library of Congress Control Number: n79065200
- NARCIS: PRS1235955
- Nationale Bibliotheek van Israël: 987007263422805171
- Nationale en Universitaire bibliotheek Zagreb: 000387588
- Nederlandse Thesaurus van Auteursnamen: 068380755
- Parlement.com: vg09lli99lzq
- Réseau des bibliothèques de Suisse occidentale: 02-A003160249
- Système universitaire de documentation: 090203909
- Virtual International Authority File: 118092679
- WorldCat: E39PBJhd4DhrvpDGWpfmP8bDbd